# Kriegshilfsdienst
Le Kriegshilfsdienst ou KHD (service auxiliaire de guerre) a été décrété en 1941, par Hitler, à la suite de l'opération Barbarossa, pour permettre l'incorporation de jeunes filles allemandes et libérer 20 000 à 30 000 jeunes hommes non mobilisés, puis des soldats, des tâches administratives ou de soutien qui les retenaient loin du front. Sa durée initiale de quelques mois, a été portée à la fin de la guerre à une durée indéterminée. À partir d'octobre 1942, les populations des territoires annexés d'Alsace-Moselle, des cantons de l'Est belges et du Luxembourg, assimilées à des Allemands d'annexion, sont concernées par cette astreinte, et incorporées de force.

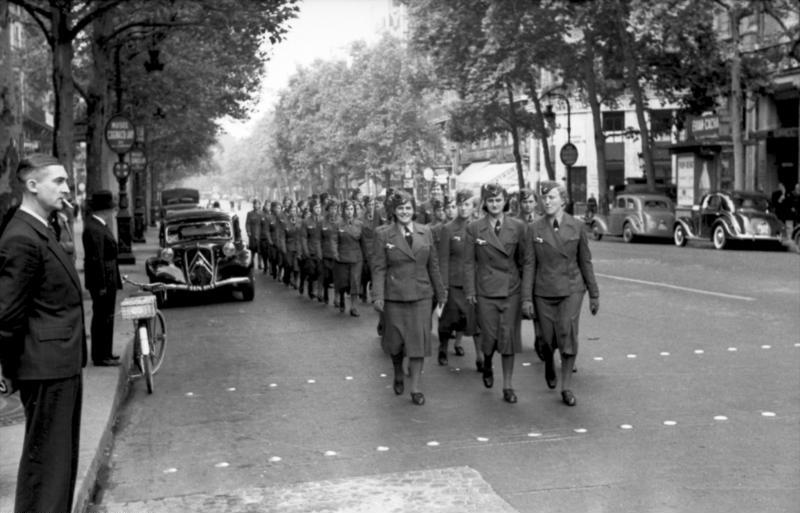
Défilé de jeunes-femmes auxiliaires de la Wehrmacht dans Paris occupé.

## 1941-1942: un début en demi-teinte
Le décret du 29 juillet 1941 instaure le Kriegshilfsdienst uniquement pour les allemandes du Reich. Ce service de guerre volontaire est administré sur le même modèle et par le même ministère de le RAD : en dehors des heures de travail, les jeunes filles sont logées dans des camps situés dans des baraquements de bois ou des immeubles réquisitionnés pour l'occasion et placées sous l'autorité de cheftaines. Les premières affectations, pour une durée de six puis sept mois, concernent des emplois de bureaux dans la Wehrmacht, des postes dans les hôpitaux et la Croix-Rouge allemande, auprès de familles nombreuses, mais aussi dans les transports urbains et les gares de marchandise, la téléphonie, les administrations des zones occupées et le remplacement des ouvriers et administratifs partis au front dans des entreprises.
Toutefois, les recrutements restent peu nombreux et les employeurs privés ne sont guère satisfait du système : on leur propose du personnel non qualifié et dont il faut également payer les cheftaines qui ne travaillent pas pour l'entreprise, si bien que les employeurs préfèrent embaucher ou prendre comme apprenti des jeunes filles directement sur le marché du travail. Finalement, le dispositif s'avère mal adapté à la société civile et finit par être réformé au profit du complexe militaro-industriel du Reich.

## 1942: un recentrage vers l'effort de guerre
À partir d'avril 1942, les affectations dans les bureaux disparaissent. A cette époque, 60 % des jeunes filles sont envoyées dans les usines (fabrication de munitions) et les transports (hors chemin de fer), 13 % dans la Wehrmacht, 11% dans les hôpitaux (où le service est alors de deux ans). Le quart des effectifs restants travaillent pour les chemins de fer, l'administration dans les secteurs annexés ou encore les jardins d'enfants. L'horaire de travail est de 51 heures par semaine, pour lesquelles les jeunes filles touchent 150 RM de salaire mensuel. Les heures supplémentaires ne sont pas rémunérées. Les permissions sont limitées à cinq jours pour la durée du service, journées qu'il faut ensuite rattraper. Beaucoup de jeunes allemandes des classes moyennes réussissent à échapper au KHD, mais ce n'est pas le cas des classes plus populaires et en particulier des jeunes filles du monde rural venues chercher du travail en ville.
A l'automne 1942, les jeunes filles des territoires annexés sont appelées à participer à l'effort de guerre. Ces populations maîtrisant souvent mal l'allemand standard sont souvent envoyées dans des usines d'armement où elles travaillent aux côtés des ouvriers (STO français et belges), des prisonniers de guerre, de droit commun, des slaves ou des soviétiques (hommes, femmes et enfants) déportés depuis les régions conquises. En 1945, c'est ainsi la totalité des incorporées d'Alsace-Moselle qui partent travailler dans les usines d'armement.

## Des soldats de fait
A la fin de la guerre, ces auxiliaires servirent également comme soldat, même si elles n'en avaient pas le titre. Ainsi en août 1944, l'armée de l'air allemande comptait 660 000 soldats réguliers pour 450 000 auxiliaires féminines. La plupart des projecteurs de la DCA étaient opérés par des femmes. En 1945, on distribua à ces femmes des armes de poings pour leur défense personnelle.
En février 1945, les auxiliaires féminines des trois corps d'armée (terre, air et marine) sont regroupées dans un corps unique d'auxiliaires de l'armée. Les plus grosses pertes sont enregistrées en 1944-45, période à laquelle ces auxiliaires tout comme les soldats ou les populations civiles subissent continuellement des bombardements, la faim, les déplacements forcés et l'effondrement des infrastructures.
On ignore combien d'auxiliaires sont mortes au combat, frappées d'invalidité ou furent faites prisonnières par les troupes alliées.